# Grube Silistria
Die Grube Silistria ist eine ehemalige Buntmetallerz-Grube an der Grubenstraße (Kreisstraße 36) in Kurenbach in der Stadt Hennef (Sieg) im Rhein-Sieg-Kreis.

## Geschichte
Über die Anfänge der Grube Silistria liegen bisher keine genauen Informationen vor. Es wurde Blei- und Zinkerz abgebaut. 1865 förderten hier achtzig Bergmänner 528 Tonnen Zinkblende, 1884 waren es 2.267 Tonnen. 1889 wurde der Name auch für die umliegenden Gruben der Stollberger Zink AG genutzt. Dazu zählten Uhland, Caroline, Helene 2, Blume und Ernst. 1891 waren die Vorkommen erschöpft und der Betrieb wurde stillgelegt.

## Betrieb und Anlagen
Die Betriebsgebäude der ehemaligen Grube lagen im Süden von Kurenbach. Zu ihr gehörte auch die im Hanfbachtal liegende Hammermühle. Aus Sicherheitsgründen wurden alte Stolleneingänge der Grube in den 1960er Jahren vermauert und zugeschüttet. Der Abraum, vornehmlich Bruchstein, diente zum Straßenbau im umliegenden Hanfbachtal und wurde für Bach- und Hangbefestigungen benutzt.

## Ortsgeschichte
1910 gab es in Silistria den Haushalt des Steinbrucharbeiters Philipp Weber. Damals gehörte das Gelände zur Gemeinde Geistingen.